# Karman Thandi
Karman Thandi, née le 16 juin 1998 à New Delhi, est une joueuse indienne de tennis.

## Carrière
Karman Thandi a débuté sur le circuit professionnel en 2015.
En 2018, elle gagne un premier match sur le circuit WTA, une première pour une joueuse indienne depuis Sania Mirza en 2012.
En novembre 2018, elle gagne son premier titre en double en catégorie WTA 125 lors du tournoi de Taïwan avec sa compatriote Ankita Raina.

## Palmarès

### Titre en double en WTA 125
| No | Date       | Nom et lieu du tournoi | Catégorie | Dotation  | Surface         | Partenaire   | Finalistes                       | Score                 |          |
| -- | ---------- | ---------------------- | --------- | --------- | --------------- | ------------ | -------------------------------- | --------------------- | -------- |
| 1  | 12-11-2018 | Taipei OEC Open Taipei | WTA 125   | 115 000 $ | Moquette (int.) | Ankita Raina | Olga Doroshina Natela Dzalamidze | 6-3, 5-7, [12-12 ab.] | Parcours |

## Parcours en Grand Chelem

### En simple dames
| Année | Open d'Australie | Open d'Australie | Internationaux de France | Internationaux de France | Wimbledon | Wimbledon | US Open | US Open      |
| ----- | ---------------- | ---------------- | ------------------------ | ------------------------ | --------- | --------- | ------- | ------------ |
| 2019  | Q1               | Jennifer Brady   | —                        | —                        | —         | —         | —       | —            |
|       |                  |                  |                          |                          |           |           |         |              |
| 2021  | Q1               | Mariam Bolkvadze | —                        | —                        | —         | —         | —       | —            |
|       |                  |                  |                          |                          |           |           |         |              |
| 2023  | —                | —                | —                        | —                        | —         | —         | Q1      | Océane Dodin |

N.B. : à droite du résultat se trouve le nom de l'ultime adversaire.

## Classements WTA en fin de saison
| Année          | 2014 | 2015 | 2016 | 2017 | 2018 | 2019 | 2020 | 2021 | 2022 | 2023 |
| Rang en simple | 1029 | 774  | 599  | 310  | 198  | 587  | 621  | 503  | 225  | 308  |
| Rang en double | –    | 951  | 615  | 321  | 331  | 336  | –    | 796  | 663  | 793  |

Source : (en) Classements de Karman Thandi sur le site officiel de la Fédération internationale de tennis